# Woning Haegens

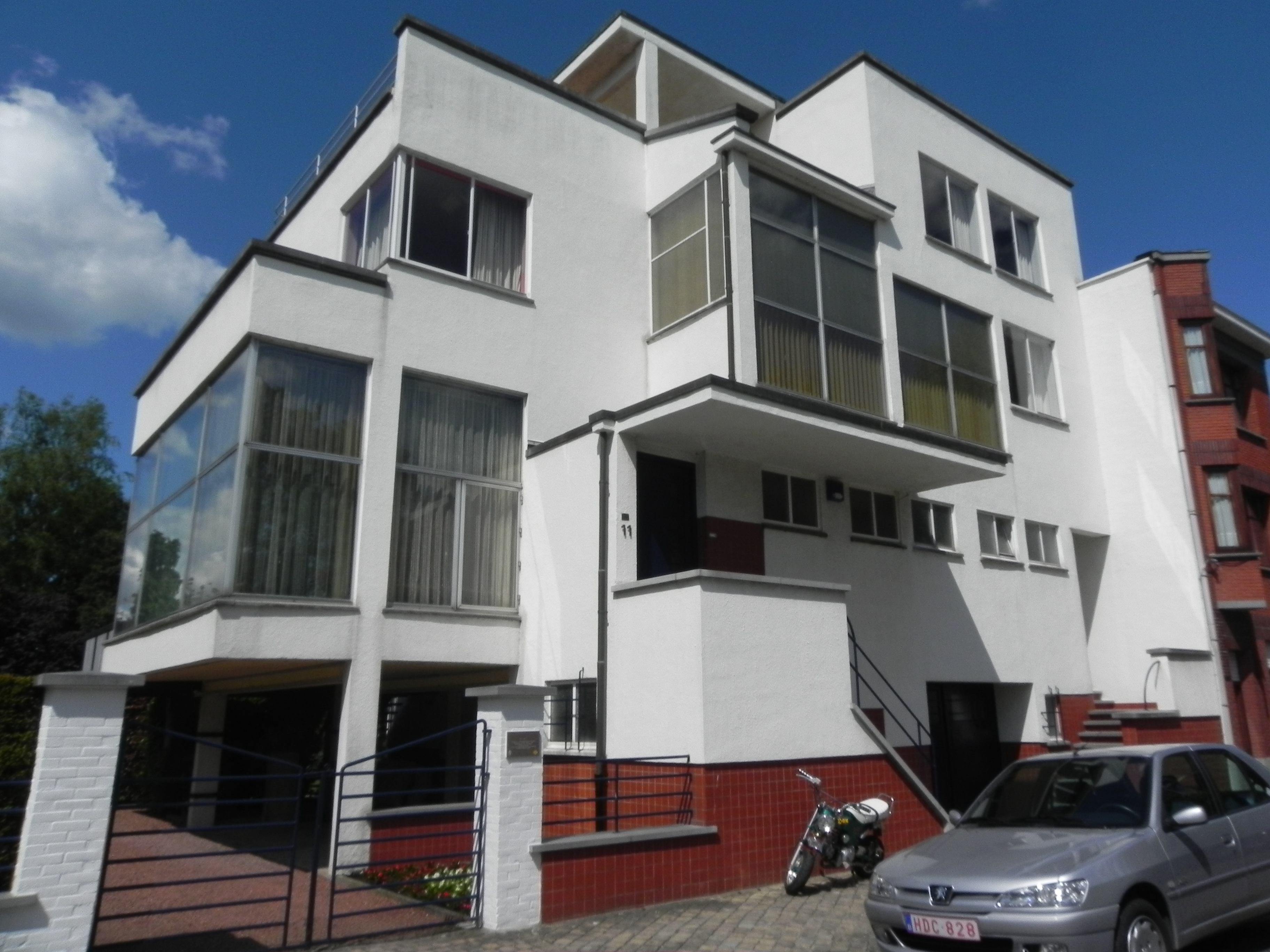
Het Woonhuis vanaf de straat gezien

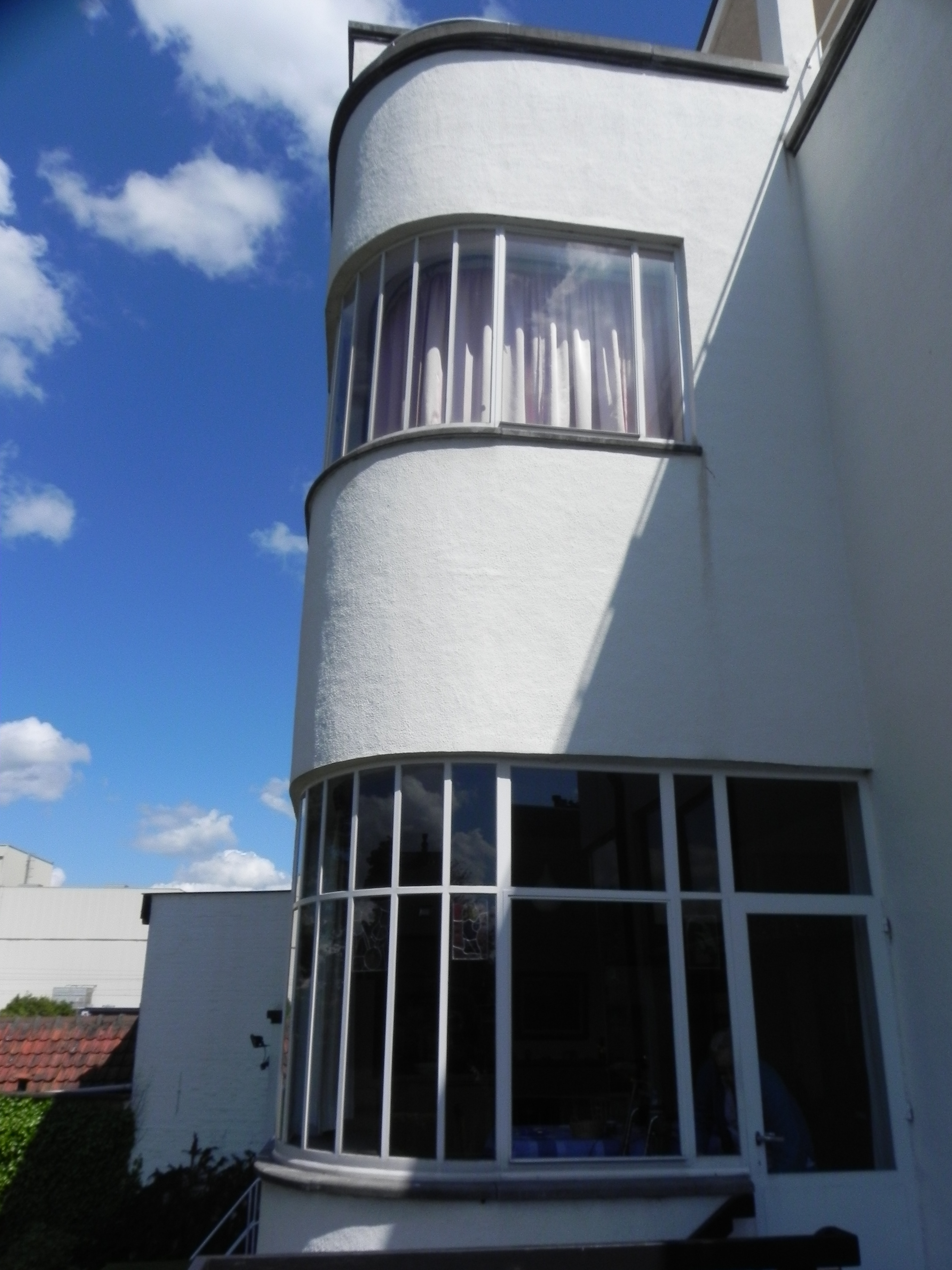
De zijgevel

De Woning Haegens is een woonhuis in Internationale Stijl in de gemeente Zele, gelegen aan de Stationsstraat nr. 11. Het huis is in 1933 gebouwd in opdracht van Gustave Haegens naar een ontwerp van architect Huib Hoste uit 1931. Het was de eerste betonnen bouwconstructie van Hoste. Sinds 1997 is het beschermd als monument.

## Exterieur
De oorspronkelijke buitenmuren waren uit beton, zonder isolatie. Later begon de beton te barsten. Daarom werd dit vervangen door gezandstraalde stenen die daarna wit geverfd werden. De raampartijen bestonden uit ijzer. Doordat dit materiaal roestte werden de ramen vervangen door aluminium profielen. De oorspronkelijke glaspartijen in enkelglas werden vervangen door dubbele beglazing. Het huis rust op gewapende betonkolommen. Het hele huis werd gemaakt met ladders en emmers beton.

## Interieur
Het huis met zeven slaapkamers bestaat uit verschillende ongelijke verdiepingen die in elkaar lopen. Het ruimtegevoel werd gecreëerd door hoge plafonds van 3,4 m hoog. Door de grote raampartijen ontstaat samengesmolten gevoel van binnen en buiten. Om dit gevoel te behouden heeft Huib Hoste gezorgd dat de muren die de leef-, eet-, en zitkamer scheiden, vanboven afgewerkt zijn met glas zodat als je boven bent, je nog altijd zicht hebt op de tuin. Die muren bezitten schuifdeuren afgewerkt met glas in lood waar vroeger ook zigzagdeuren waren. Die hebben de huidige eigenaren uiteindelijk geschonken aan het Design Museum Gent. De vloer is origineel gebleven. De muren waren vroeger bekleed met hout maar is dan weggedaan om meer ruimte te krijgen. De keuken is vernieuwd. Vanuit de keuken loopt er een trap naar buiten waar zich ook een diensttoilet bevindt. Er staan geen meubelen van Huib Hoste zelf. In 1961 is er nog een groot balkon aangebouwd dat ook toegang biedt tot de tuin.
Het huis werd vroeger verwarmd met kolen, maar tegenwoordig door stookolie. Om de warmte binnen te houden zijn alle ramen vervangen door dubbelglas, behalve de ramen in de eetplaats waar rondingen in het glas zitten. 